# Voile intégral

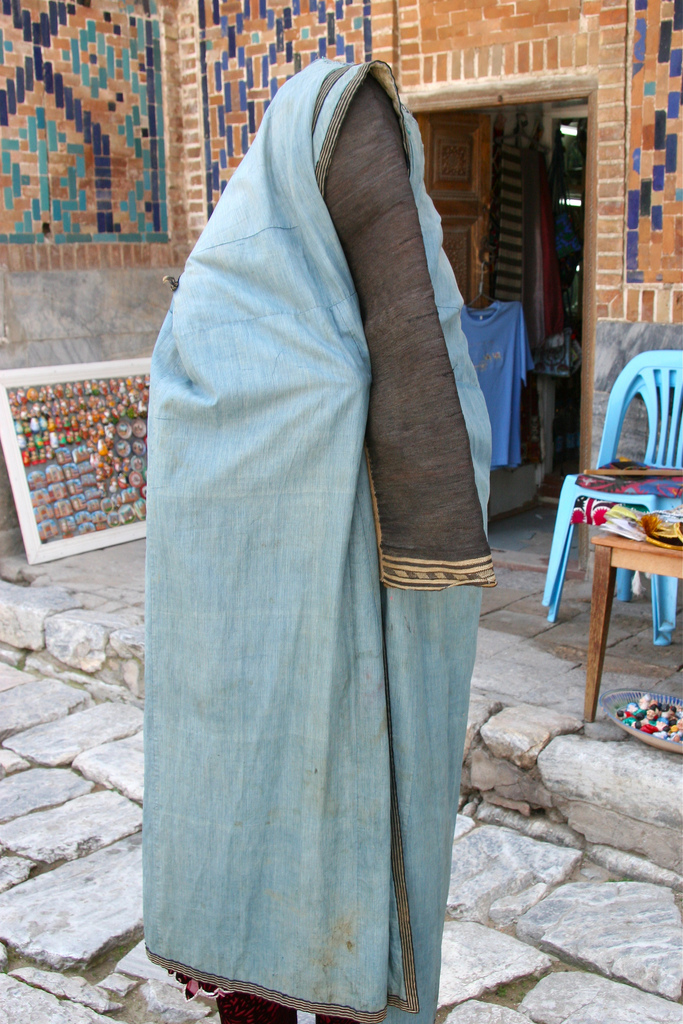
Voile intégral (paranja), porté à l'extérieur, fait en crin de cheval en Ouzbékistan.

Le voile intégral désigne différentes formes de voiles islamiques qui couvrent le visage.
Les deux formes les plus courantes de voile intégral sont le niqab et la burqa. Du fait qu'il ne permet pas l'identification des individus, son port dans les lieux publics est interdit pour des raisons de sécurité dans plusieurs pays européens (Belgique, France, Luxembourg, Suisse) et africains (Cameroun, République du Congo, Tchad, Sénégal).

## Nomenclature
On parle de « voile intégral » à partir du moment où une pièce de vêtement empêche de distinguer le visage de la personne qui le porte (« destinée à dissimuler son visage » selon la loi française). C'est essentiellement le cas du niqab qui est originaire du sud de l'Arabie et popularisé par les médias émiratis (laissant généralement un espace pour les yeux), et de la burqa qui est un vêtement traditionnel afghan, modifié par l'influence salafiste (où les yeux sont dissimulée par un grillage).
D'autres voiles islamiques intégraux ont existé par le passé dans certaines régions (notamment au Yémen) mais tombent quelquefois en désuétude (yachmak, battula, masque, parures métalliques…).
Une forme de voile intégral existe aussi chez certaines rares communautés juives ultra-orthodoxes (Haredim) : il est appelé frumka, et ressemble beaucoup au niqab salafiste. Porté par quelques centaines de femmes en Israël depuis quelques années (à l'imitation de certaines traditions plus anciennes des Juifs de certaines communautés isolées comme le Yémen), il fait beaucoup débat dans la société israélienne, y compris au sein des ultra-orthodoxes.
Il est à noter qu'en Europe, le voile fut à la mode du XVIe au XVIIe siècle pour les dames de condition afin de sortir couvertes (pour préserver leur teint).

## Galeries

Abaya avec niqab
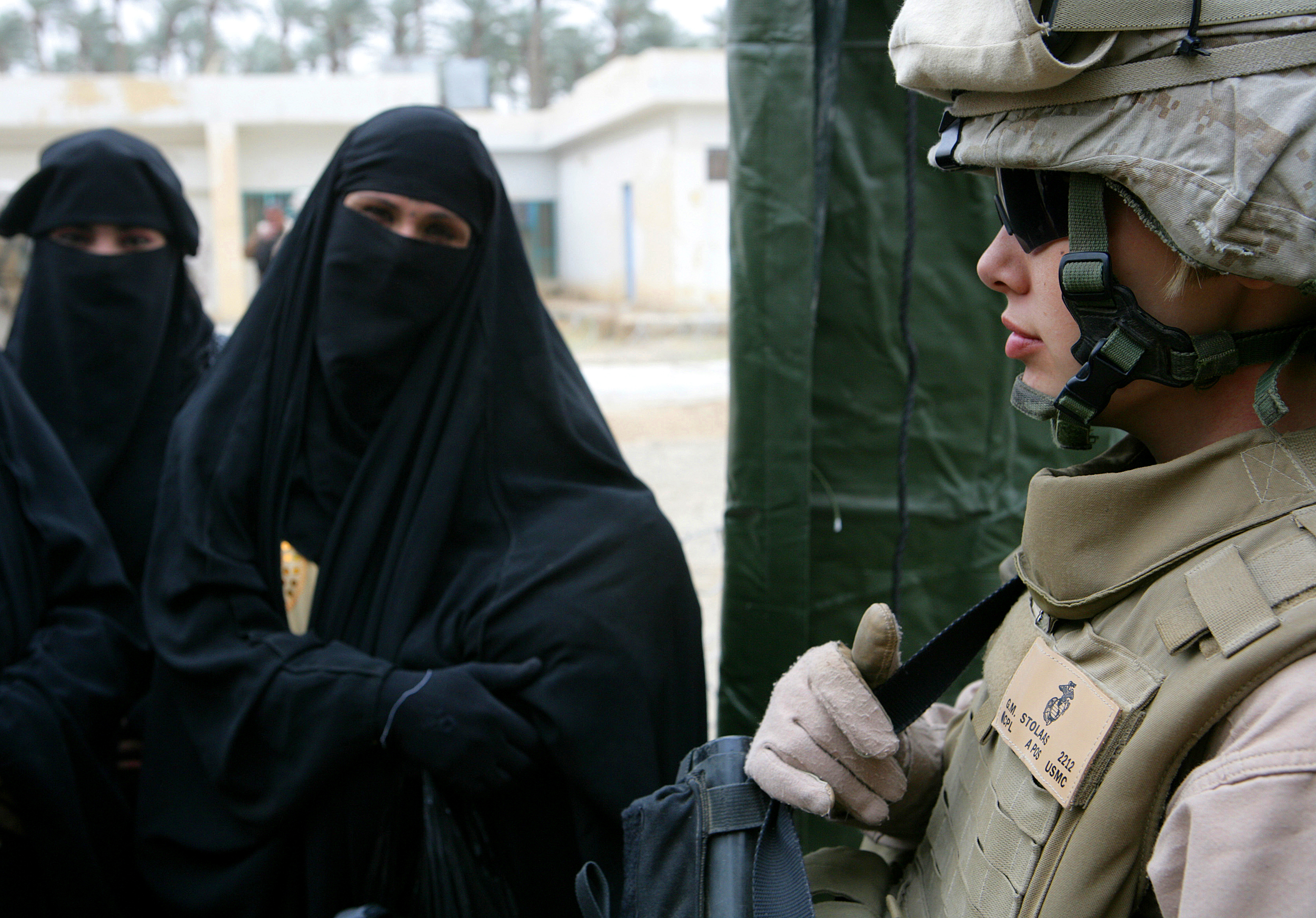
Femmes à Saqlawiyah en Irak, 2008.
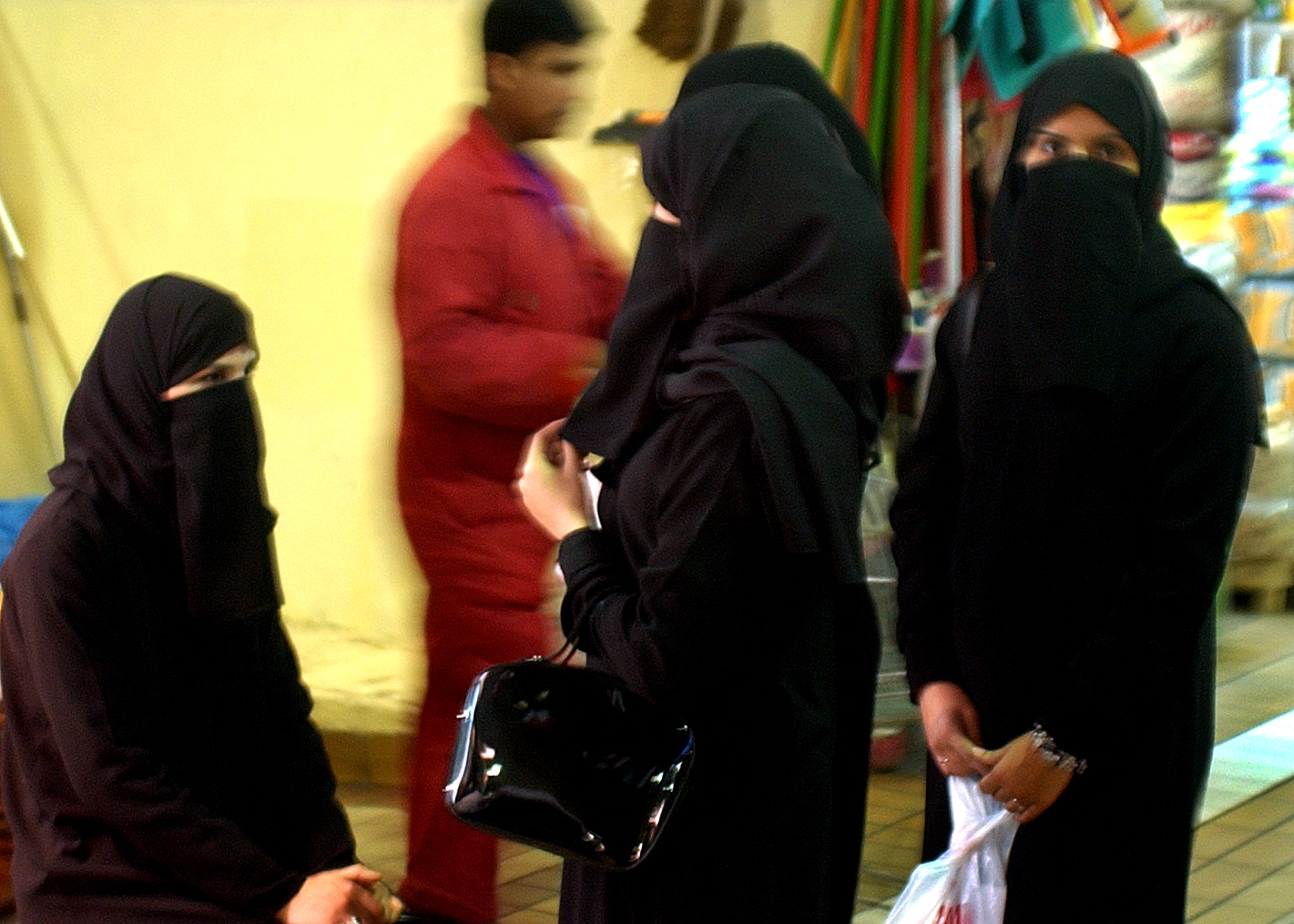
Femmes dans la ville de Koweït, 2002.
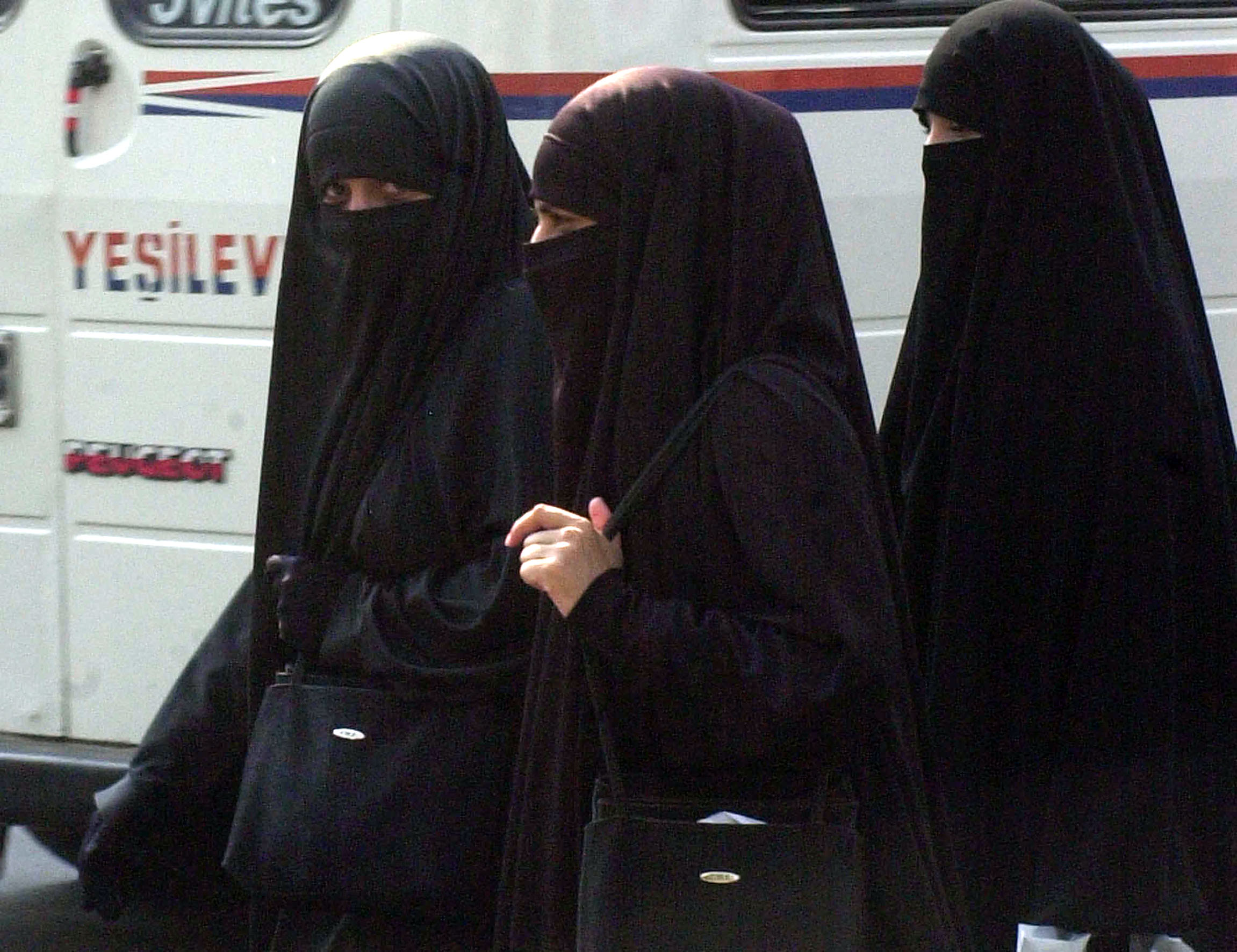
Femmes en niqab à Adana en Turquie, 2006.
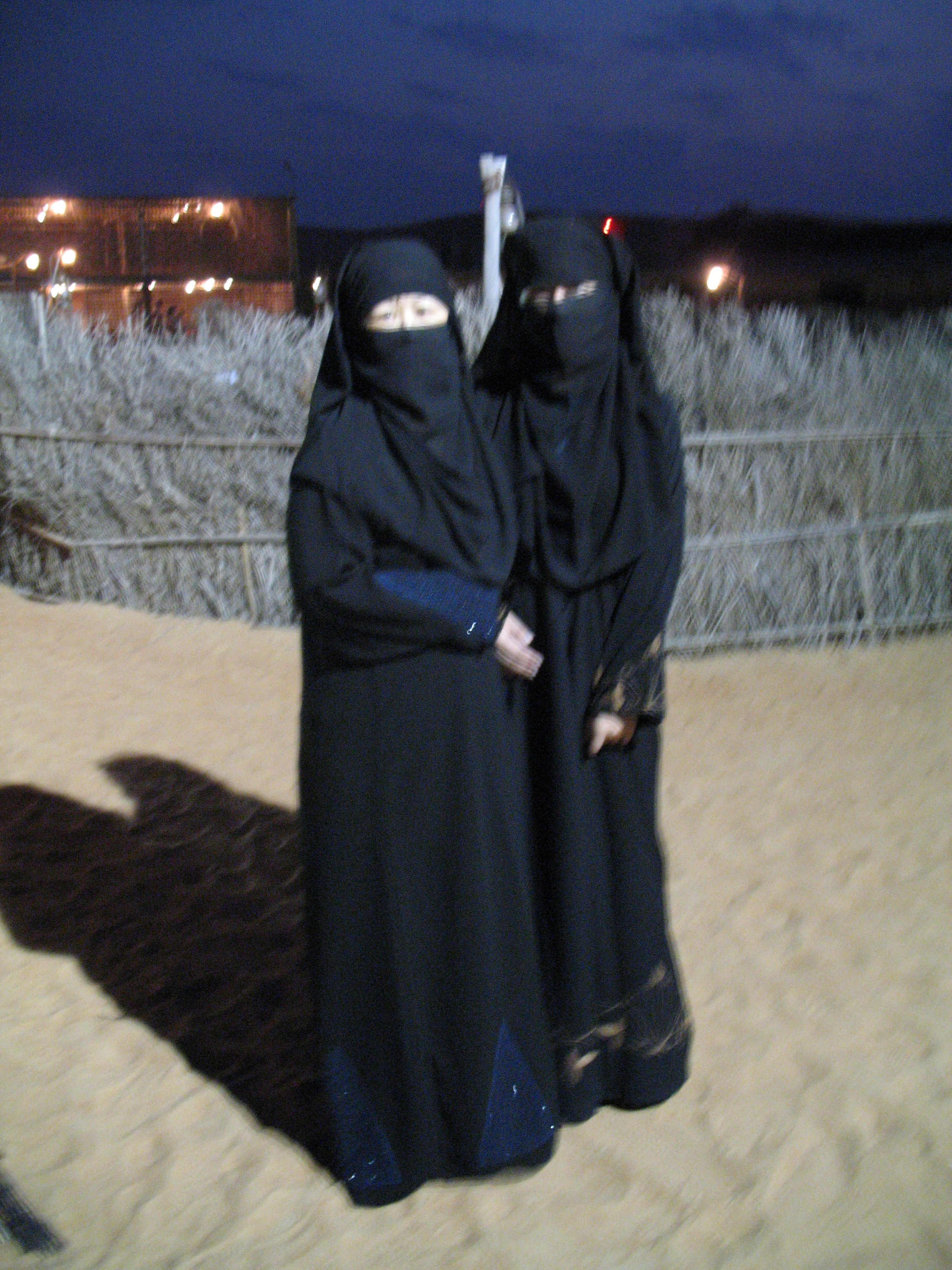
Femmes portant abaya et niqab à Hong Kong en Chine, 2006.
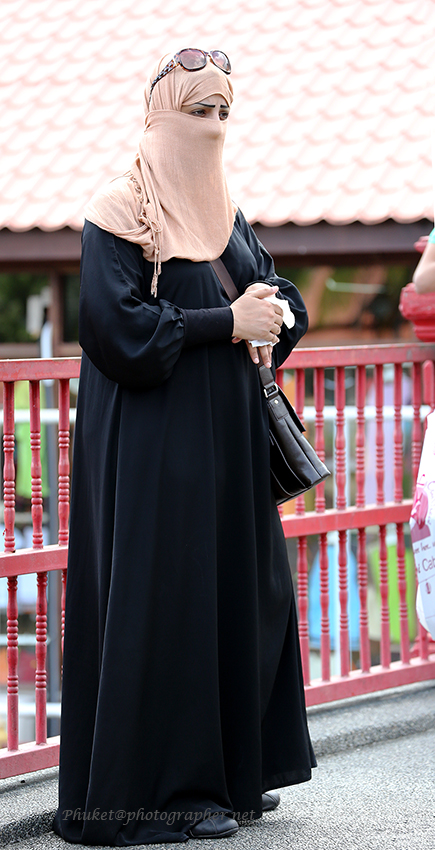
Femme à Phuket en Thaïlande, 2013.
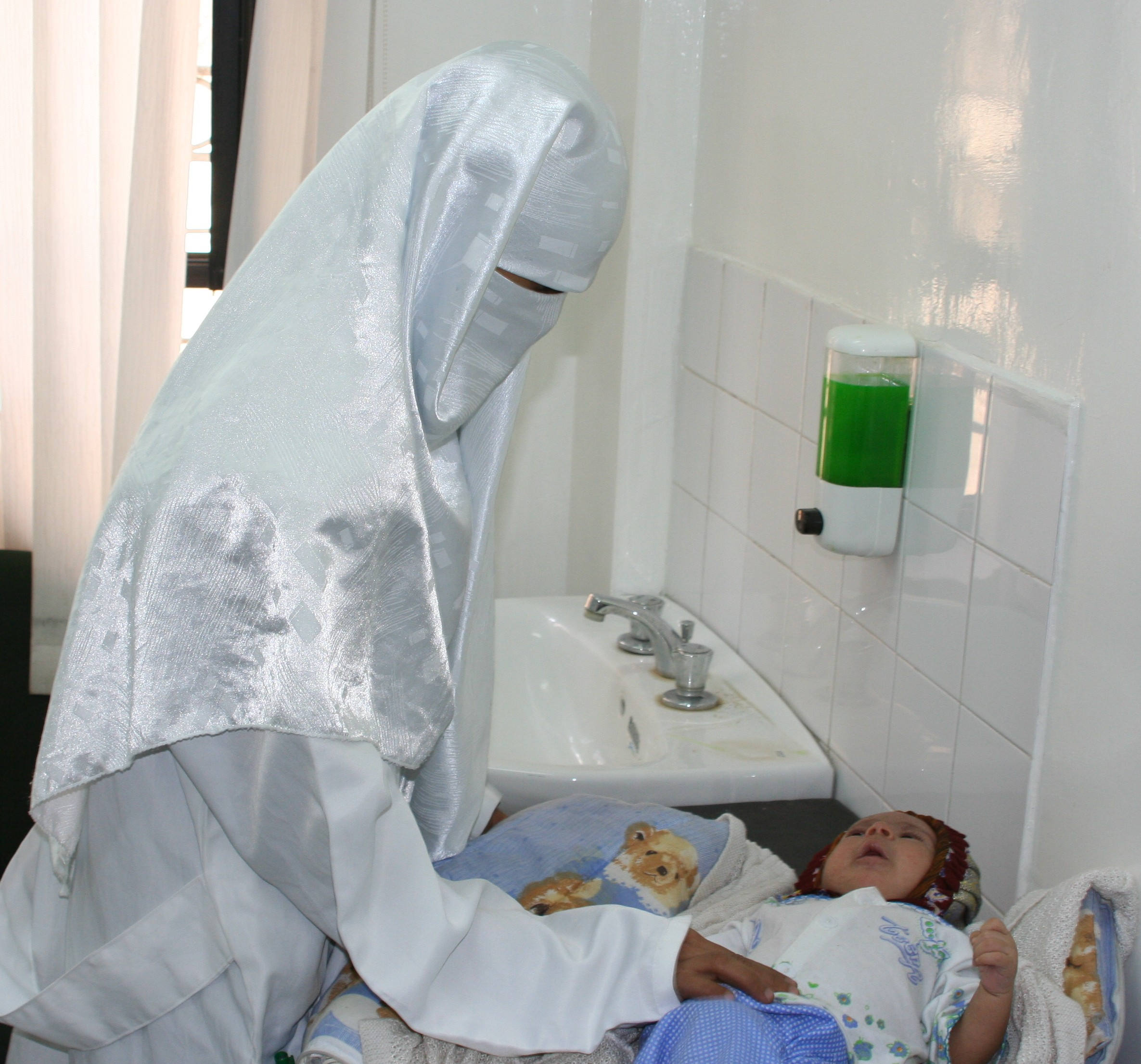
Médecin yéménite habillée d'un niqab.

Burqa
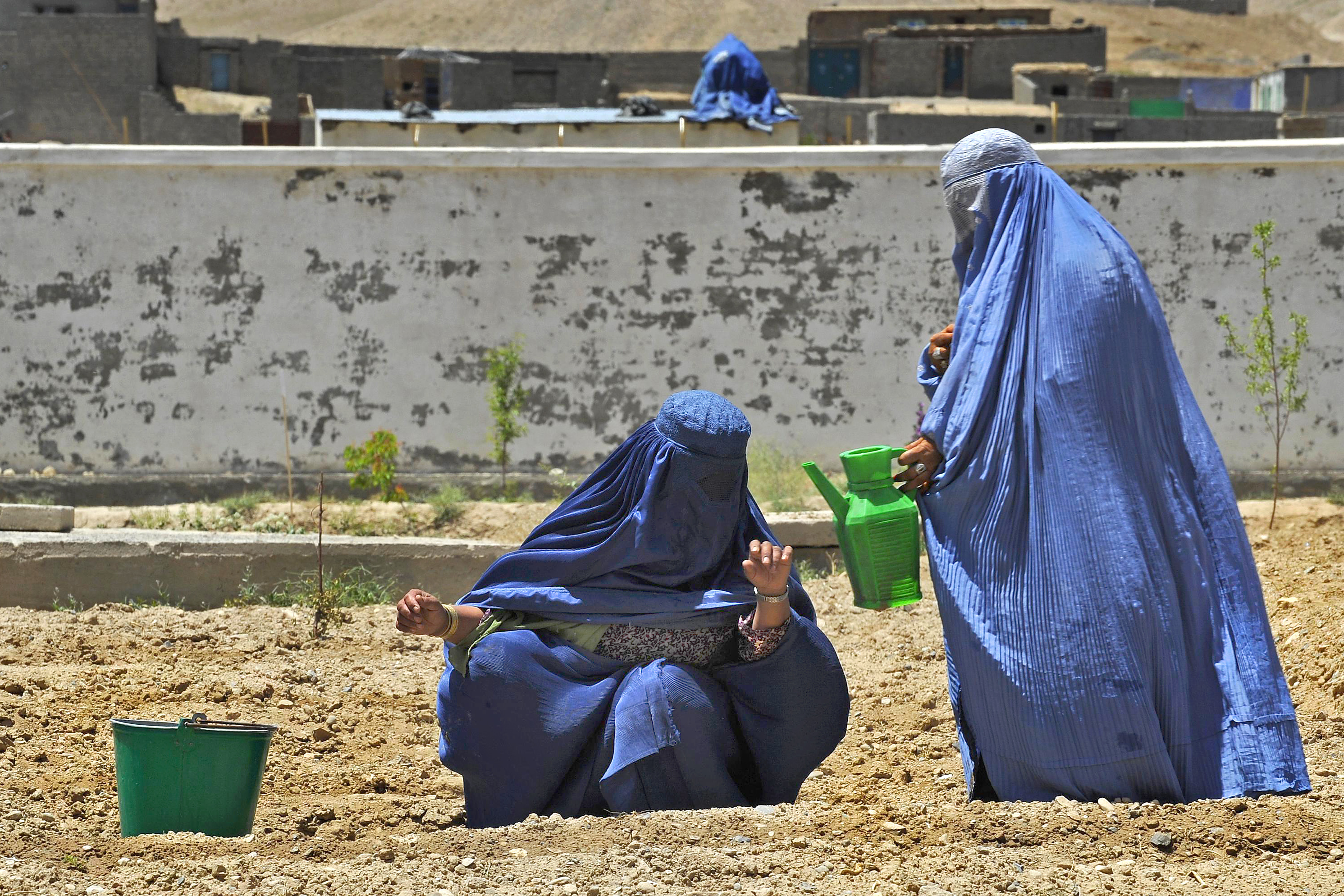
Femmes afghanes en burqa à Qalât, 2011.
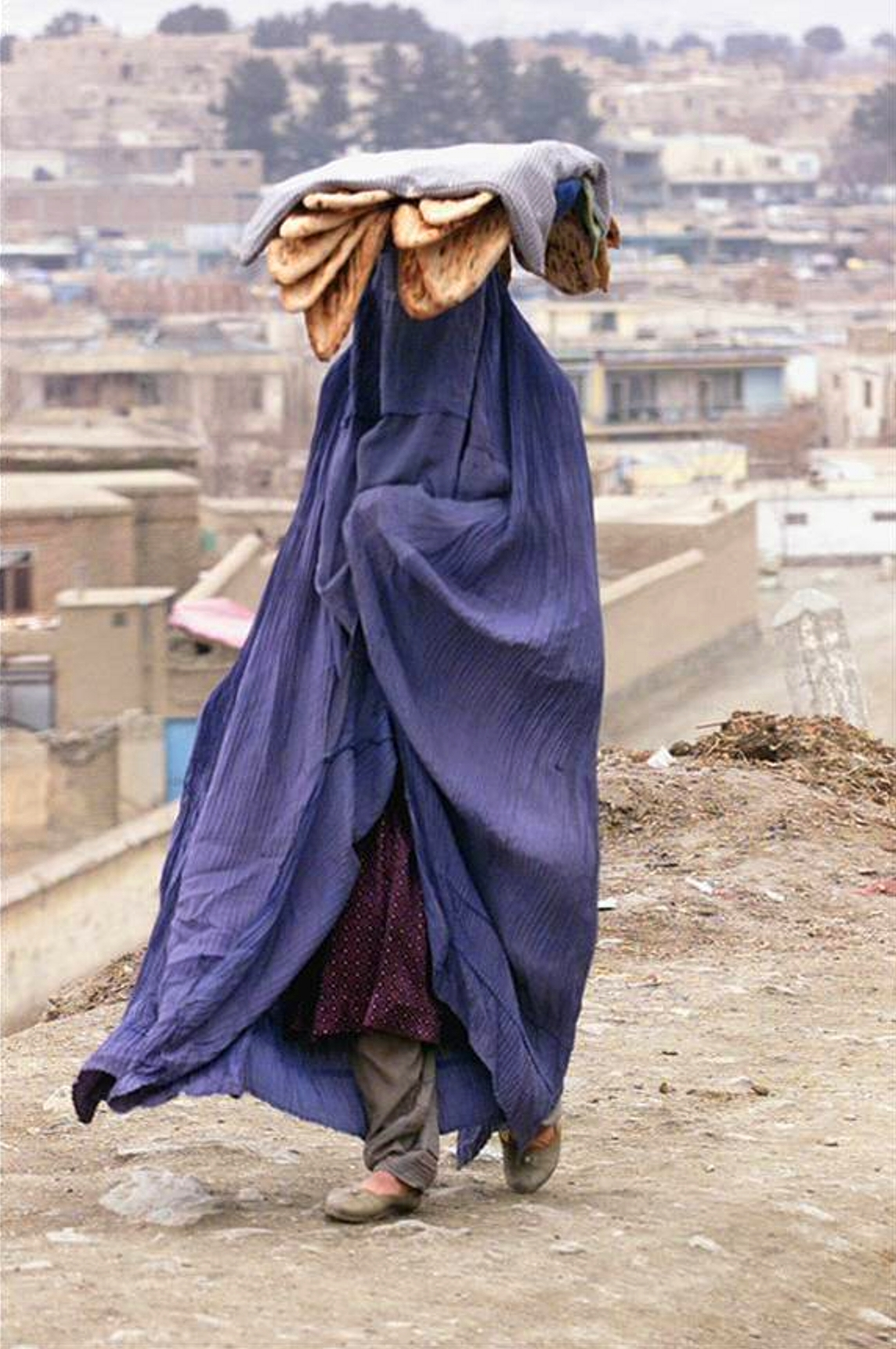
Femme portant burqa et pain, Afghanistan.
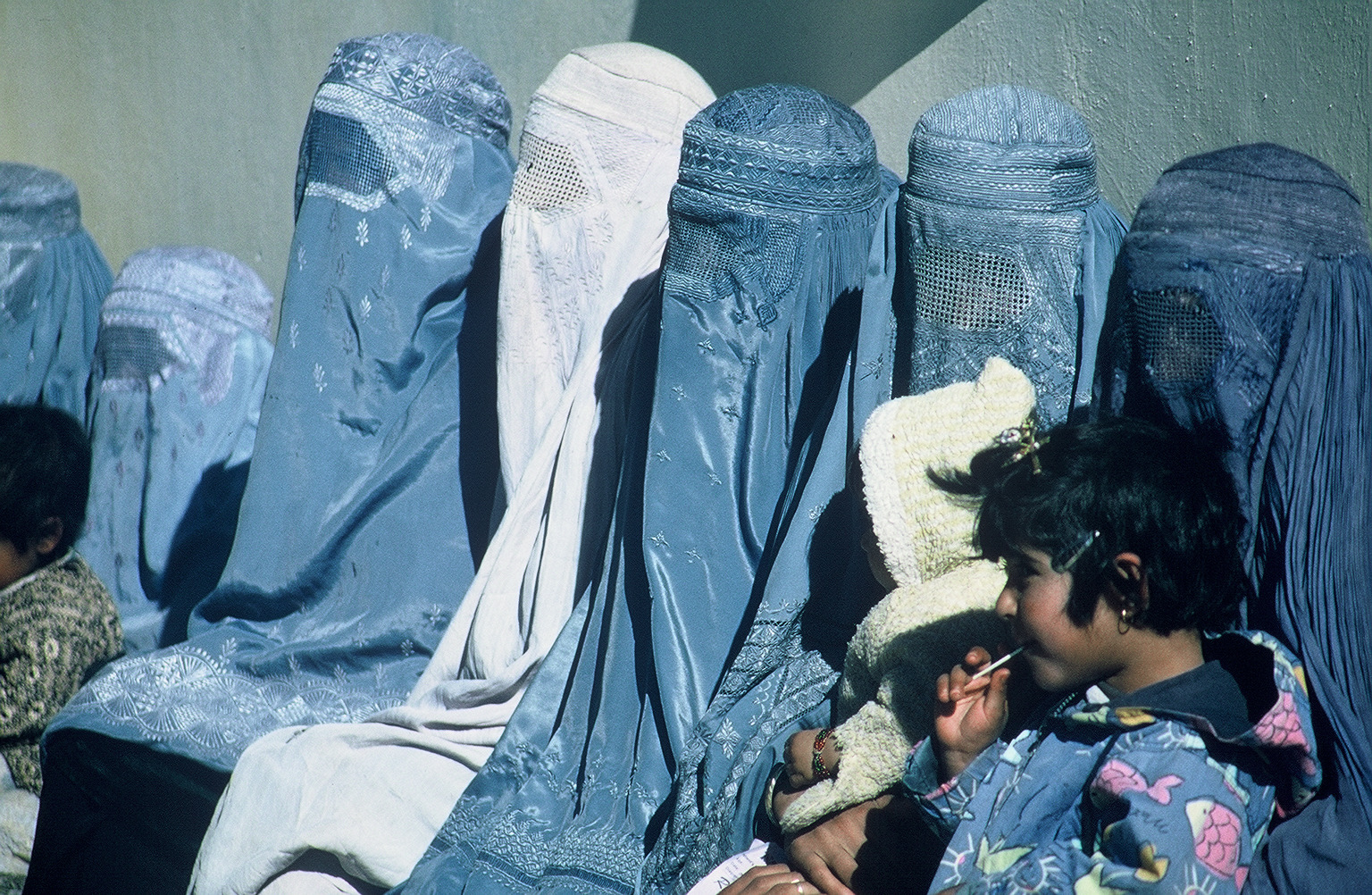
Afghanes en burqa devant la clinique de l'USAID, 2003.
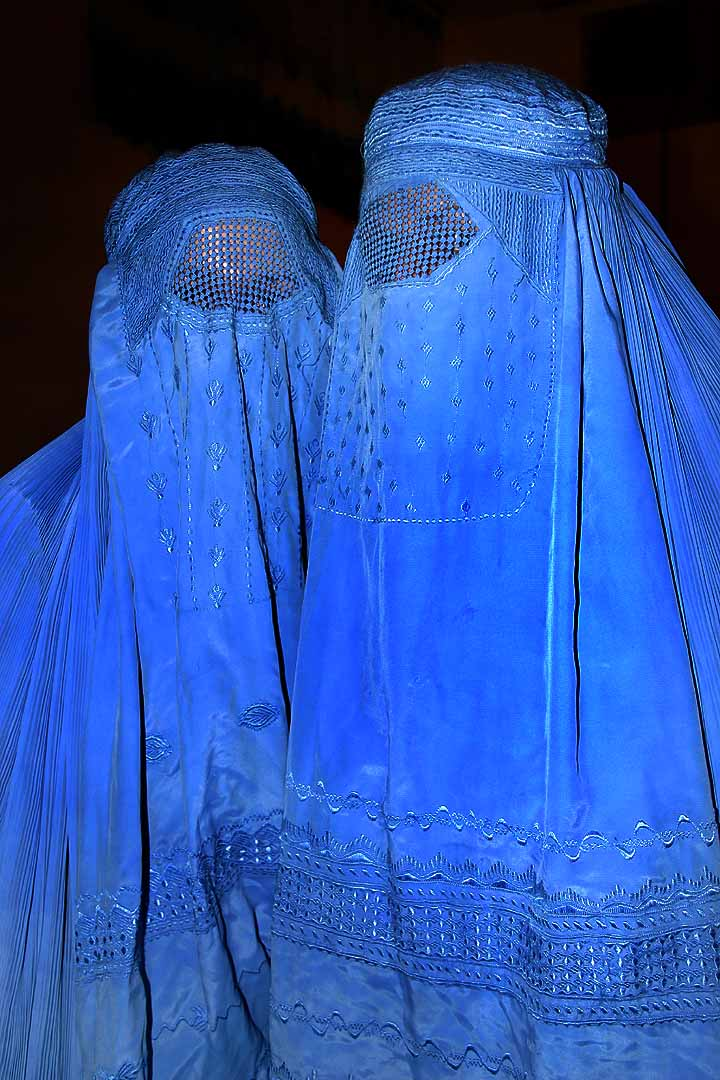
Femmes en burqa au nord de l'Afghanistan, 2005.
Femmes en burqa en Afghanistan, 1975.
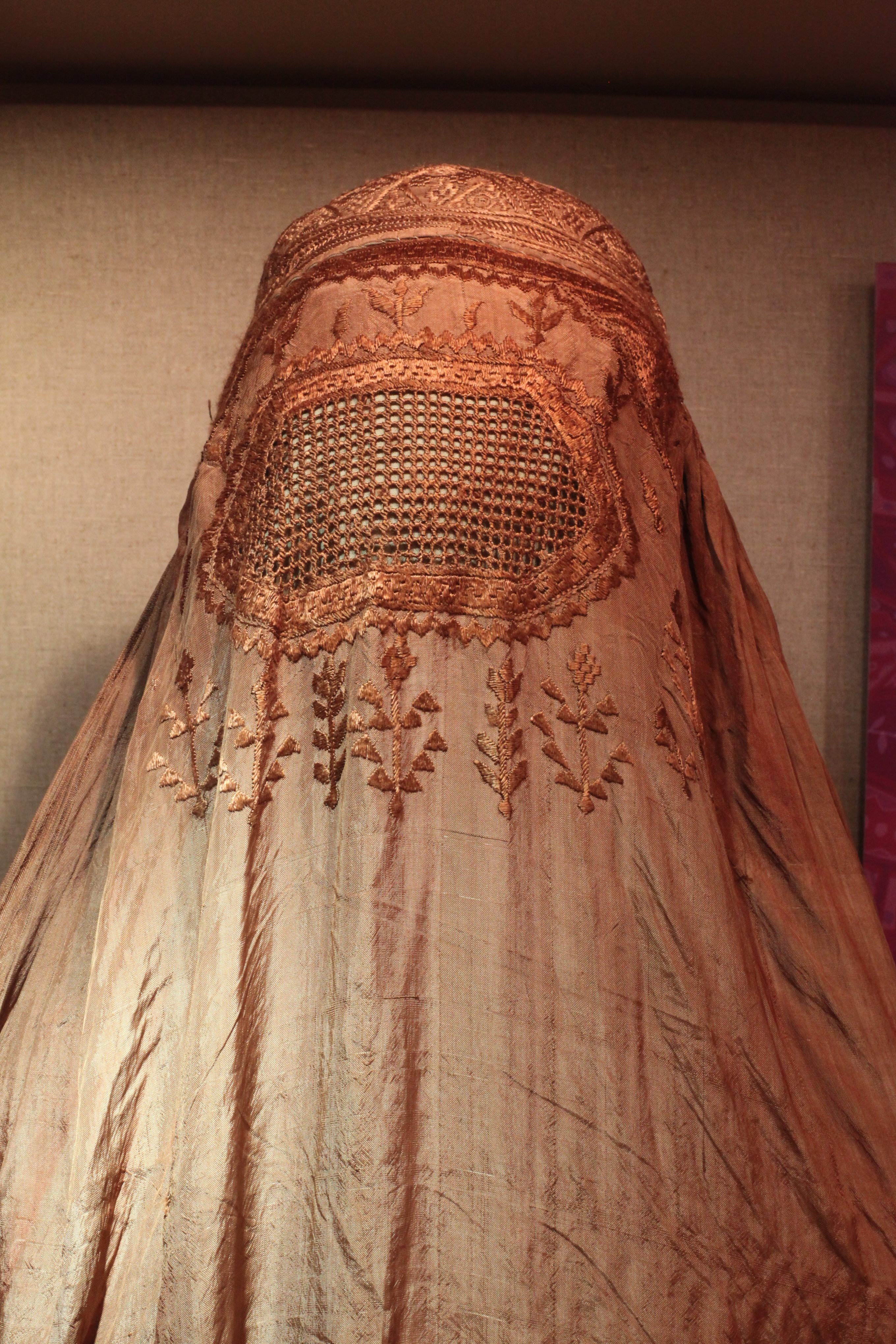
Partie supérieure d'une burqa en soie.
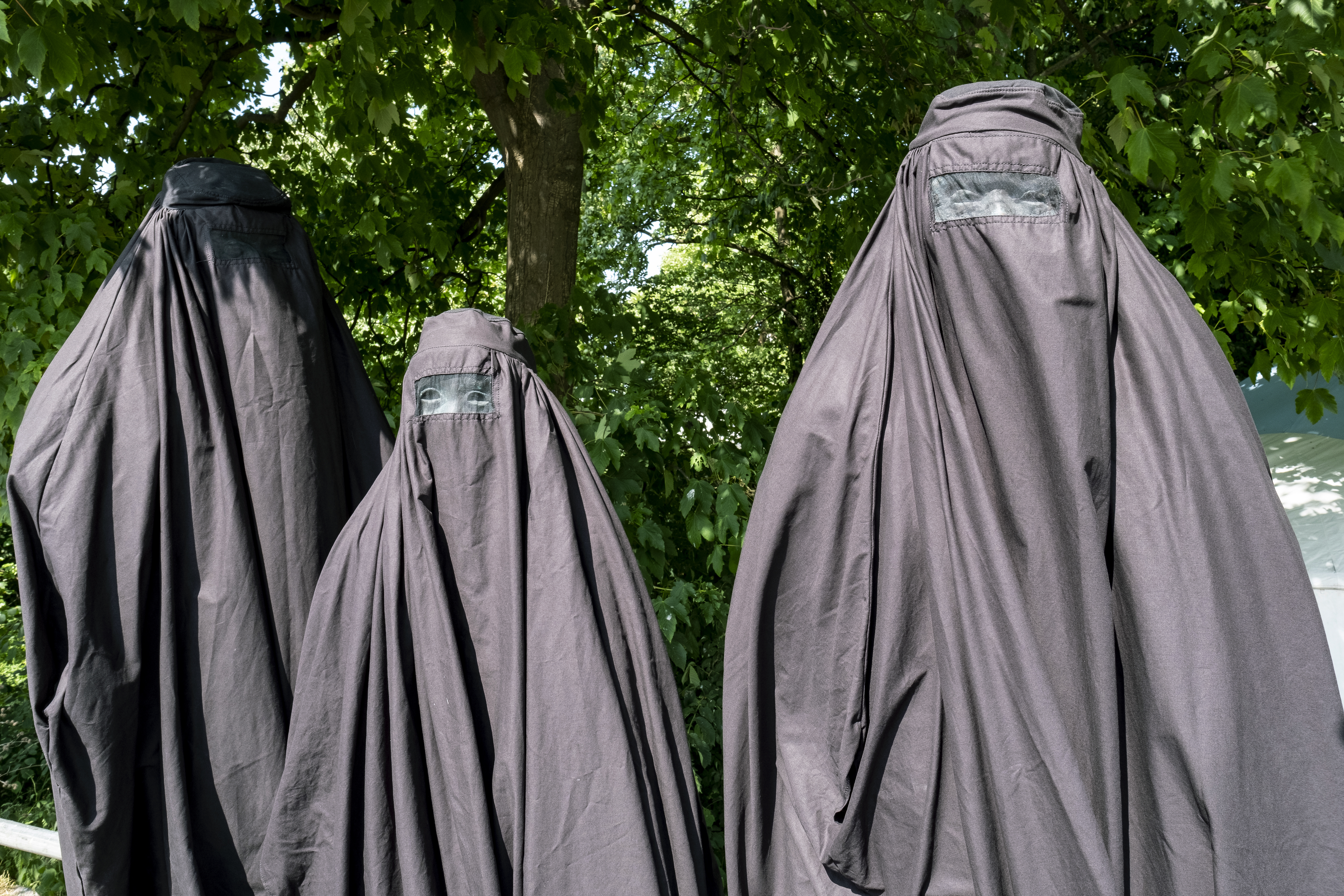
Des visiteuses essaient la burqa au Danemark, 2018.

Autres types de voiles faciaux
« Femme de soldat arabe en habit ordinaire, hors de son logis » (1782)
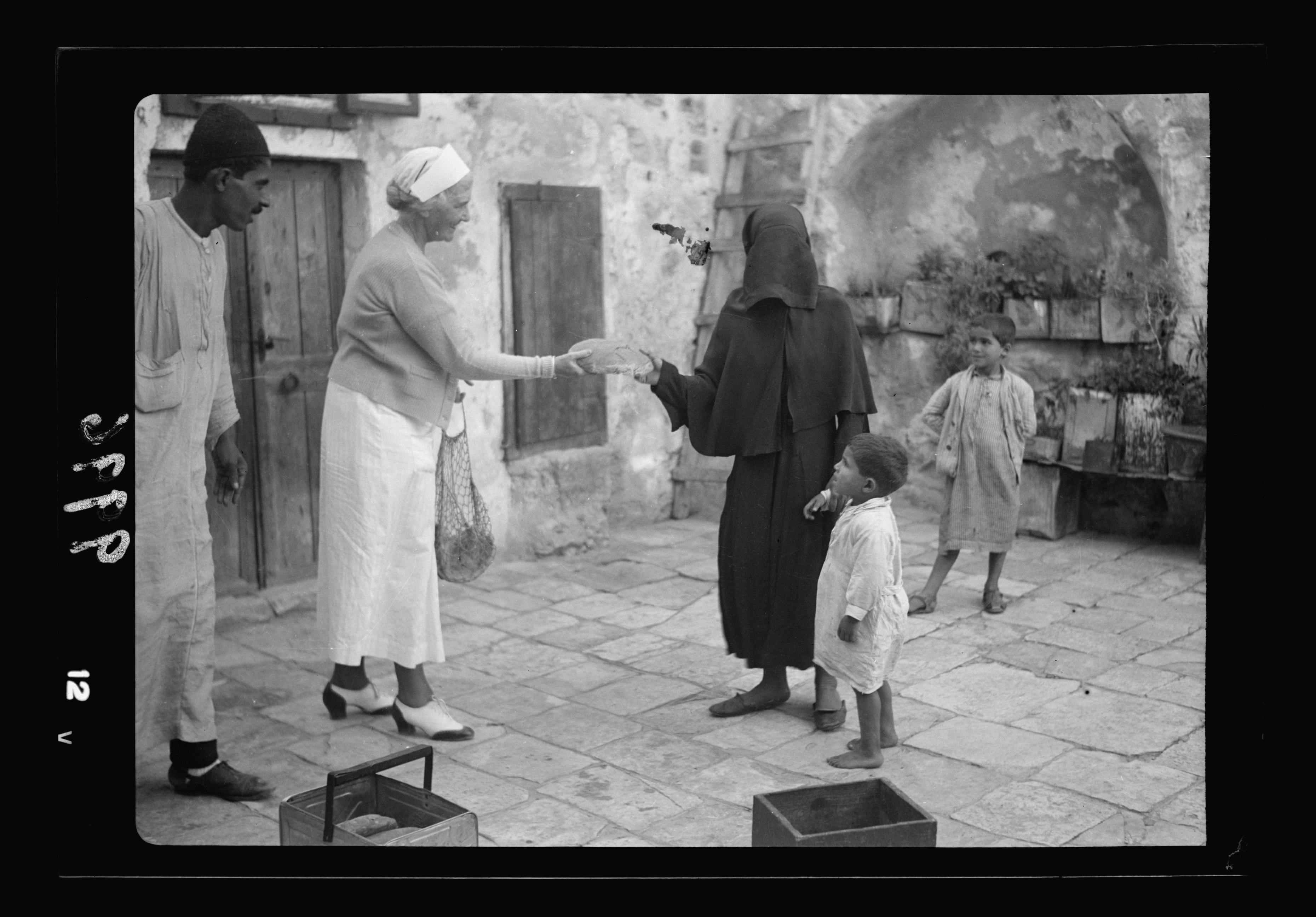
Femme voilée (à droite) à Jérusalem (Palestine mandataire) (1938).
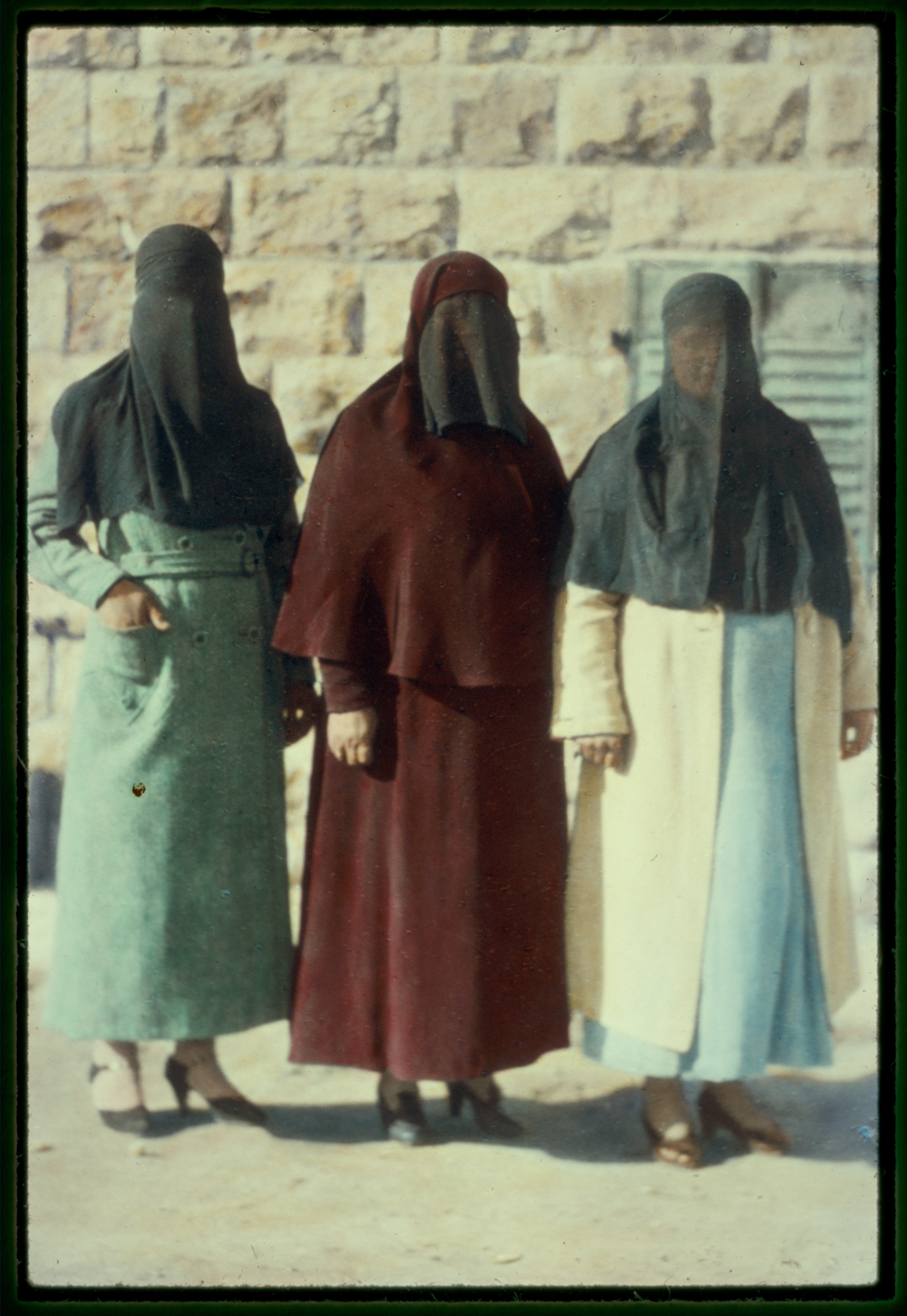
Femmes voilées (entre 1950 et 1977).
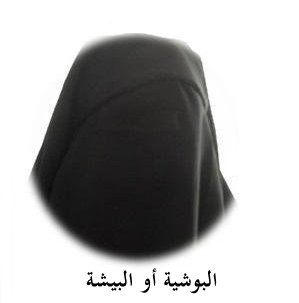
Voile facial dit (et) bushiya, pays du Golfe persique (sans date).
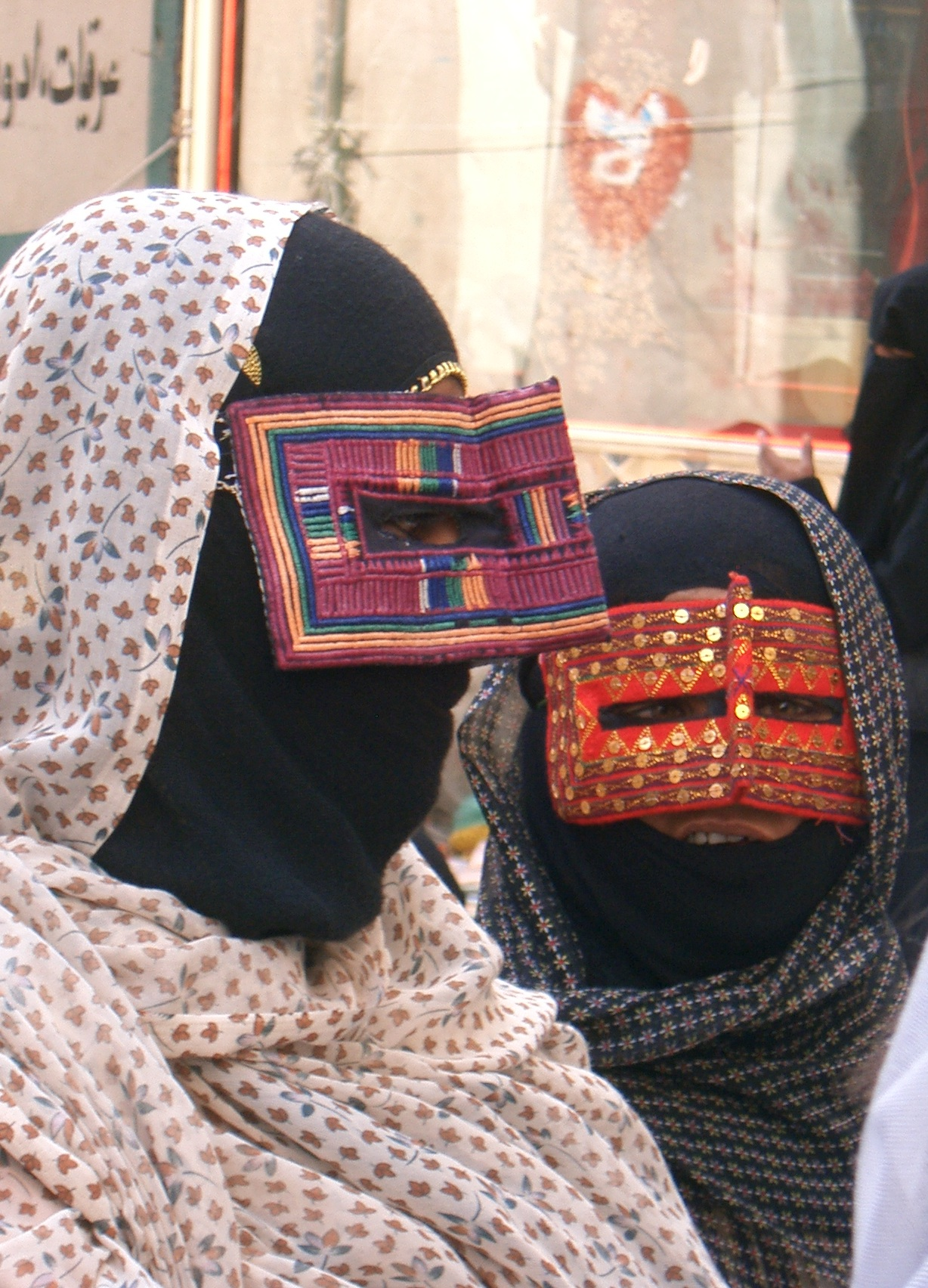
Femmes portant un battula[3] ornementé à Bandar Abbas, au sud de l'Iran (2005).
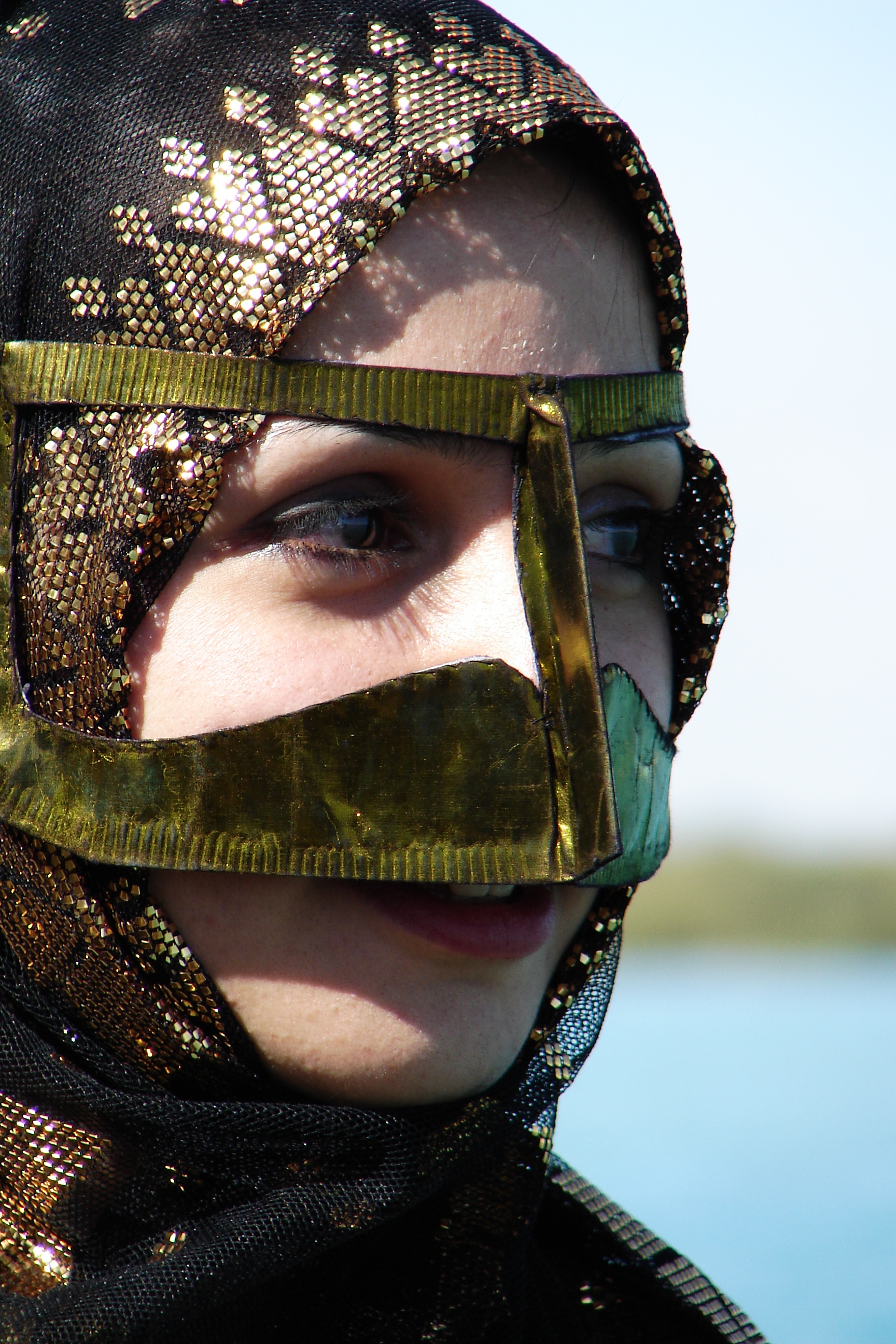
Femme portant un hidjab fixé par un battula (en)[3] en métal, à Bandari (Iran du sud) (2008).
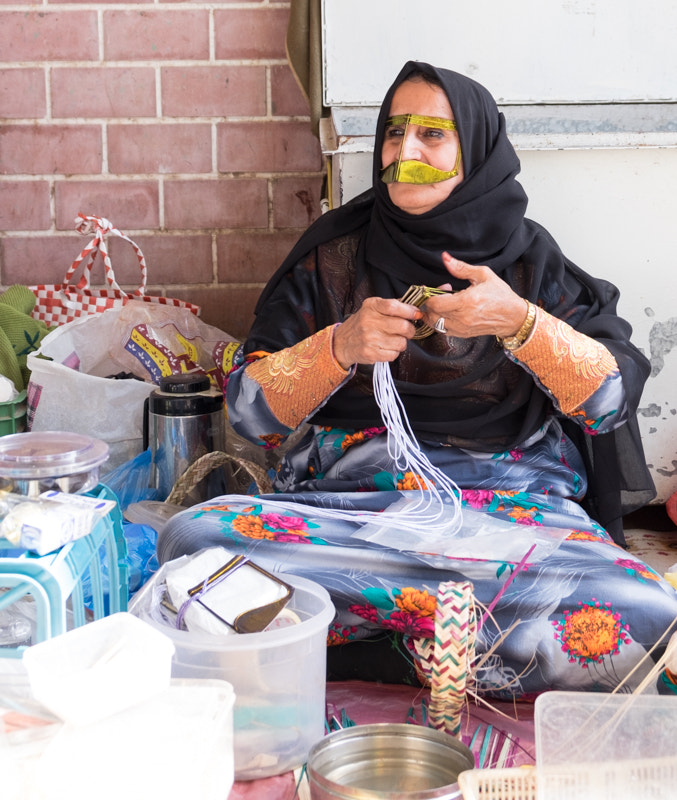
Femme portant un battula en métal sous son voile, Émirats arabes unis (2015).
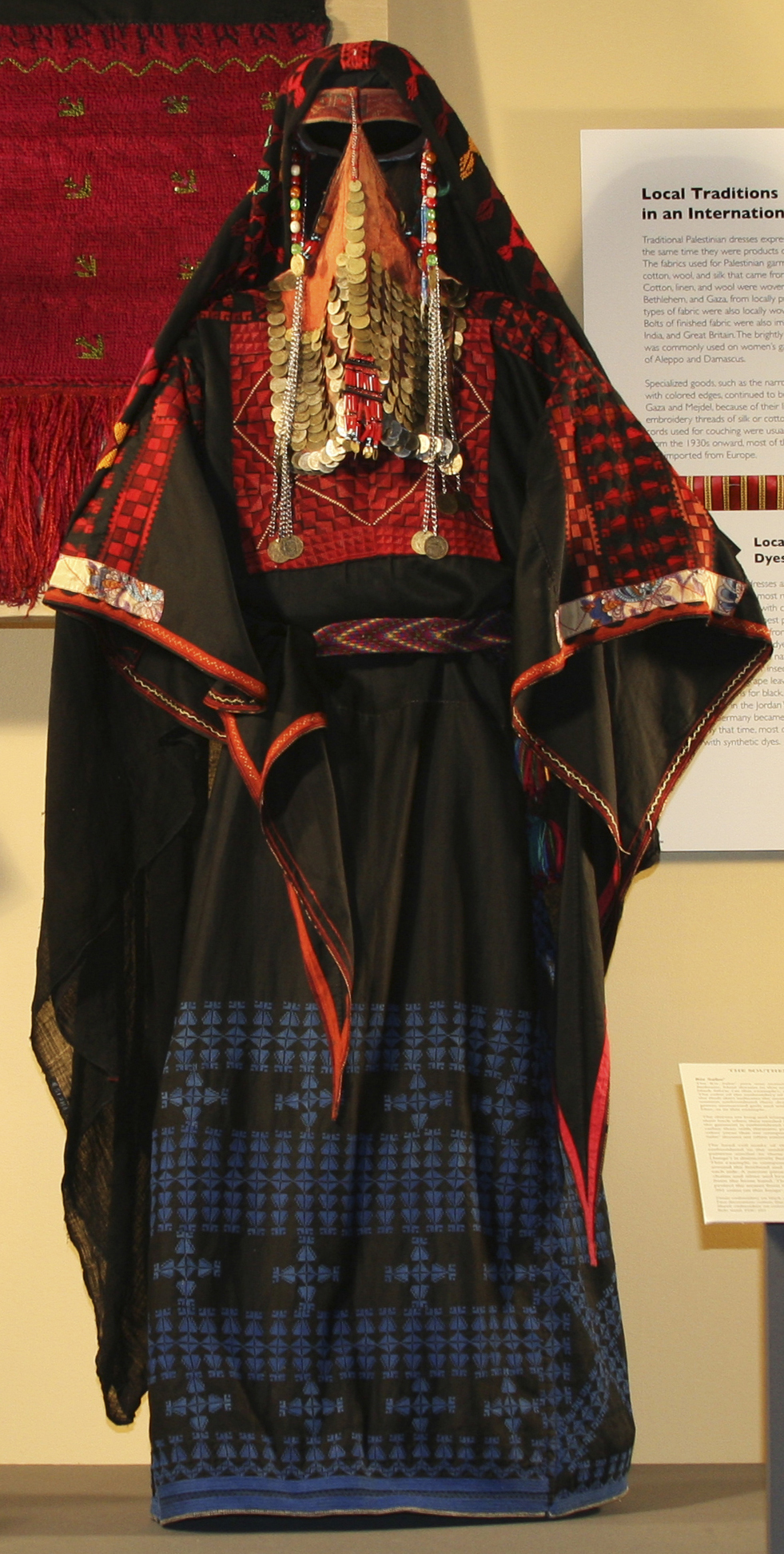
Tenue féminine bédouine d'apparat, musée de Beersheva, Israël.
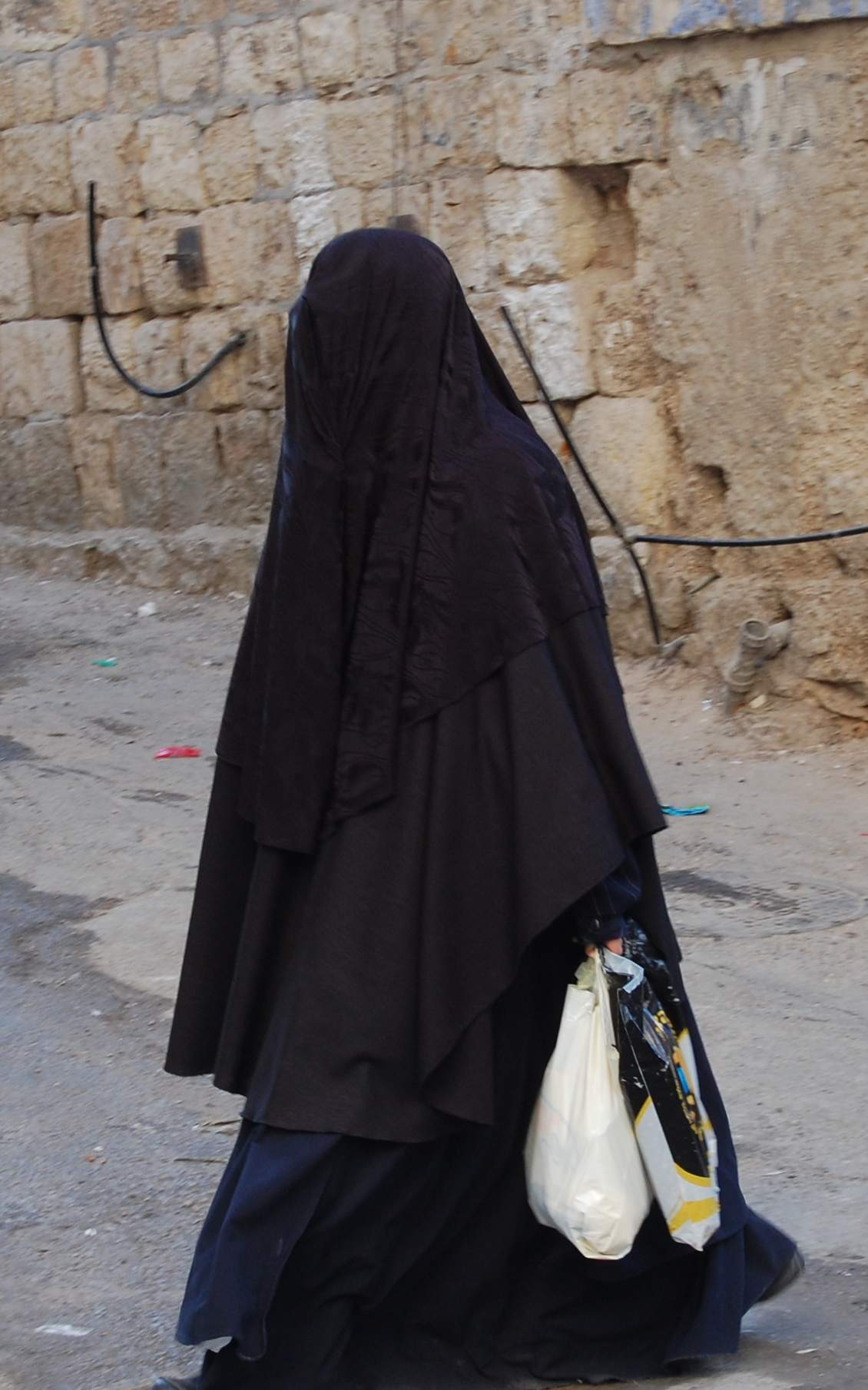
Juive d'une secte Haredim, portant une frumka à Méa Shearim
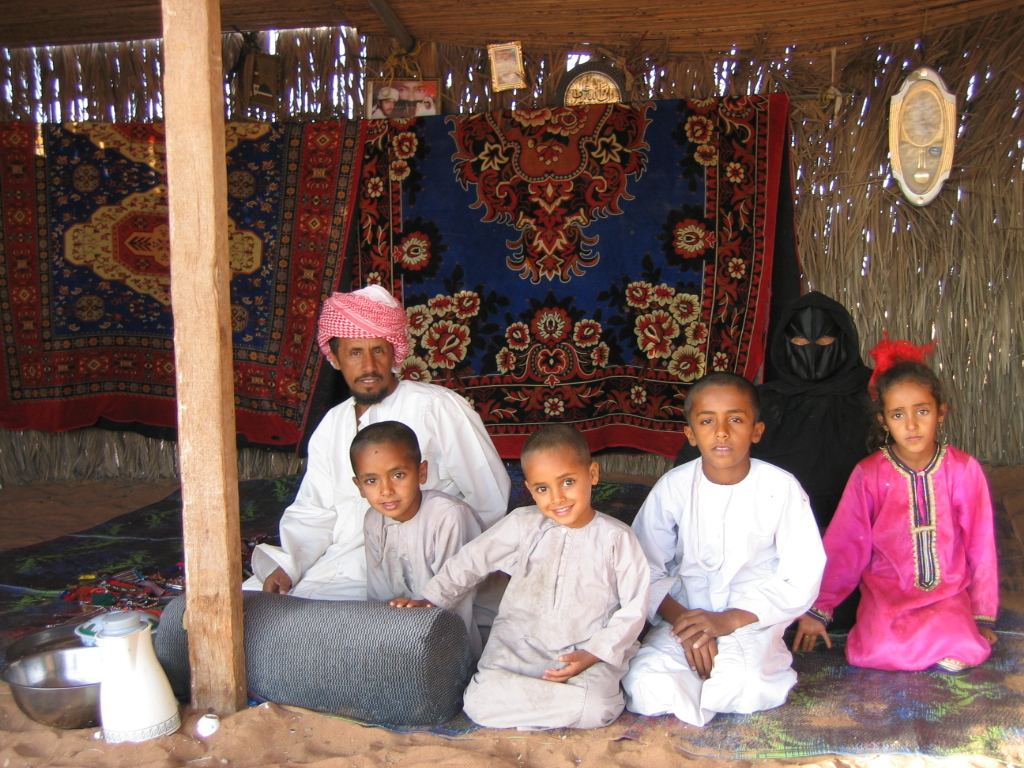
Femme voilée d'une famille bédouine de Wahiba Sands (Oman) (2005)

## Aspects légaux

### Allemagne
En avril 2017, le Bundestag adopte un projet de loi visant à limiter le port du voile intégral en Allemagne, qui oblige notamment les fonctionnaires à avoir le visage découvert lorsqu’ils sont au travail. Le Bundesrat
approuve à son tour le texte le 12 mai 2018.

### Belgique
Le port de la burqa et du niqab dans les lieux publics est interdit en Belgique, du moins théoriquement, dans de nombreuses communes belges, par des règlements de police locale (zonale). Une proposition de loi dans ce sens déposée le 21 février 2005 à la Chambre des représentants par François-Xavier de Donnea (député du Mouvement réformateur, droite) n'a pas recueilli l'approbation de cette assemblée.
Les conseils d'au moins deux zones de police locale, Bruxelles-Ouest (regroupant les communes de Berchem-Sainte-Agathe, Ganshoren, Koekelberg, Jette, Molenbeek) et Maaseik, ont adopté des règlements généraux de police interdisant à quiconque de « se présenter dans l'espace public masqué ou déguisé », sauf autorisation expresse du bourgmestre. Quiconque enfreint ce règlement à Bruxelles-Ouest « sera puni d'une amende administrative de 150 €, ». En mai 2008, une étude universitaire a révélé que 33 procès-verbaux avaient déjà été dressés dans des zones de police bruxelloises pour cette infraction, 21 à Molenbeek, 3 à Koekelberg, 2 à Saint-Gilles et 1 à Bruxelles.
Dans les autres zones de police, les règlements généraux maintiennent en vigueur des articles disposant par exemple que « hors le temps du carnaval, nul ne peut se montrer masqué ou travesti dans les rues » ou que « sans autorisation de l’autorité compétente, il est interdit sur le domaine public de se dissimuler le visage par des grimages, le port d'un masque ou tout autre moyen, à l'exception du "temps du carnaval" »,, qui laissent théoriquement la possibilité de verbaliser pour le port du niqab ou de la burqa.
Le 29 avril 2010, la Chambre des représentants (députés) a adopté à l'unanimité moins deux abstentions la proposition de loi de Daniel Bacquelaine du Mouvement Réformateur (droite libérale) visant à interdire le port de tout vêtement cachant totalement ou de manière principale le visage,. Toutefois, la dissolution anticipée du Parlement a eu pour conséquence que cette proposition doit à nouveau effectuer tout le parcours législatif.
Le 26 janvier 2011, un jugement du Tribunal de police de Bruxelles a donné raison à une femme verbalisée à deux reprises dans le cadre du règlement général de police de la commune d'Etterbeek, estimant dans des attendus de 8 pages que la commune « ne démontre pas qu’une restriction d’une telle ampleur était nécessaire pour assurer la sécurité… Il existe de nombreuses autres situations dans lesquelles des personnes peuvent être amenées à dissimuler leur visage… Que l’on songe notamment aux grands froids récents qui ont amené nombre de citoyens à dissimuler jusqu’à leur nez sous des cagoules et autres écharpes montantes sans être inquiétés ». Le bourgmestre d'Etterbeek, Vincent De Wolf (Mouvement réformateur) a annoncé que la commune envisage d'aller en cassation contre ce jugement.
Le 28 avril 2011 la proposition de loi a été re-déposée et re-votée par le parlement en affaires courantes. Cette proposition de loi ne manque pas de susciter des réactions.
Après la France, la Belgique est le deuxième pays européen à interdire le port du voile intégral sur son territoire. La loi est entrée en vigueur le 23 juillet 2011,. Saisie de deux plaintes pour discrimination et violation de la vie privée de personnes verbalisées, la Cour européenne des droits de l'homme a validé le 11 juillet 2017 la loi de 2011 estimant que la restriction contestée « vise à garantir les conditions du vivre-ensemble en tant qu’élément de la protection des droits et libertés d’autrui » et qu’elle peut « passer pour nécessaire dans une société démocratique ».

### Bulgarie
Le 30 septembre 2016, le Parlement vote une loi interdisant le port du voile intégral en Bulgarie.

### Cameroun
À la suite du double attentat-suicide de Fotokol, le 12 juillet 2015, la Région de l'Extrême-Nord du Cameroun prit la décision, cinq jours plus tard, d'interdire le port de ce vêtement; une semaine après, les régions de l'Est ainsi que du Littoral interdirent la fabrication, la vente ainsi que le port de la burqa.

### République du Congo
En mai 2015, la République du Congo a interdit le voile intégral pour des raisons de sécurité,,.

### Danemark
En mai 2018, le Danemark a une loi applicable au 1er août 2018, date d’entrée en vigueur de la nouvelle législation, toute infraction à l’interdiction du port du voile intégral dans les lieux publics sera sanctionnée d’une amende de 1 000 couronnes danoises (134 euros). Si les infractions sont répétées, l’amende pourra s’élever à 10 000 couronnes

### France
Après une mission d'information sur la pratique du port du voile intégral sur le territoire national français, l'Assemblée nationale, dans sa résolution adoptée le 11 mai 2010, « considère que les pratiques radicales attentatoires à la dignité et à l’égalité entre les hommes et les femmes, parmi lesquelles le port d’un voile intégral, sont contraires aux valeurs de la République ».
Le 19 mai 2010, le gouvernement français dépose un projet de loi interdisant la dissimulation du visage dans l'espace public. Cette loi entre en vigueur le 11 avril 2011. La France devient ainsi le premier pays européen à interdire le port du voile intégral dans l'espace public. Selon le Ministère de l'Intérieur, entre avril 2011 et le 31 mars 2016, les services de police ont procédé à 1 726 contrôles qui ont donné lieu à 1 644 verbalisations et 82 avertissements.

### Luxembourg
Comme en Belgique, les règlements généraux de police du Luxembourg, qui ressortissent à la compétence communale, mentionnent une interdiction générale pouvant théoriquement être appliquée au port du niqab ou de la burqa, par exemple : « Hors le temps de carnaval il est interdit à toute personne de paraître masquée dans les rues, places et lieux publics, sauf autorisation du bourgmestre ».

### Maroc
Par une circulaire prise en janvier 2017, le ministère de l'intérieur marocain interdit la fabrication et de la vente de la « burqa », dont le port est peu développé dans le pays. Cependant, la législation reste muette sur le niqab qui est prôné par les salafistes marocains. Instance officielle chargée d’appuyer la politique religieuse du pays, le Conseil supérieur des oulémas ne s’est pas prononcé sur la question du voile intégral. Toutefois, la circulaire — texte d'une portée moindre qu'une loi — ne définit pas précisément la portée du terme « burqa », « appellation générique pour l'ensemble des voiles intégraux » ou le seul vêtement afghan. De même, si la circulaire prohibe la fabrication et la vente, aucune loi marocaine n'interdit le port du voile islamique intégral dans les lieux publics.

### Ouzbekistan
En Ouzbékistan, dans les années 1920, le paranji, voile intégral, est combattu dans le cadre du hujum, révolution culturelle impulsée par les communistes.

### Pays-Bas
Fin novembre 2016, les députés néerlandais adoptent un projet de loi, qui doit encore être soumis au Sénat, qui prévoit l'interdiction du port de vêtements couvrant intégralement le visage dans certains lieux publics dont les transports, les écoles ou les hôpitaux sous peine d’une amende pouvant se monter à 405 euros.

### Québec (Canada)
Dans la province canadienne du Québec, la loi 62 portant sur la neutralité religieuse de l'État et le contrôle des accommodements raisonnables, adoptée le 11 octobre 2017, prévoit que les services publics doivent se donner et se recevoir à visage découvert.

### Sénégal
Face à la menace de Boko Haram et aux menaces terroristes sur son territoire, le port du voile intégral est interdit le 17 novembre 2015 au Sénégal.

### Tchad
À la suite de l'attentat de N'Djaména, le 15 juin 2015, ayant fait 33 morts dans la capitale, le gouvernement tchadien annonce le 17 juin 2015 l'interdiction de la burqa sur son territoire pour des raisons de sécurité,.

## Autres voiles

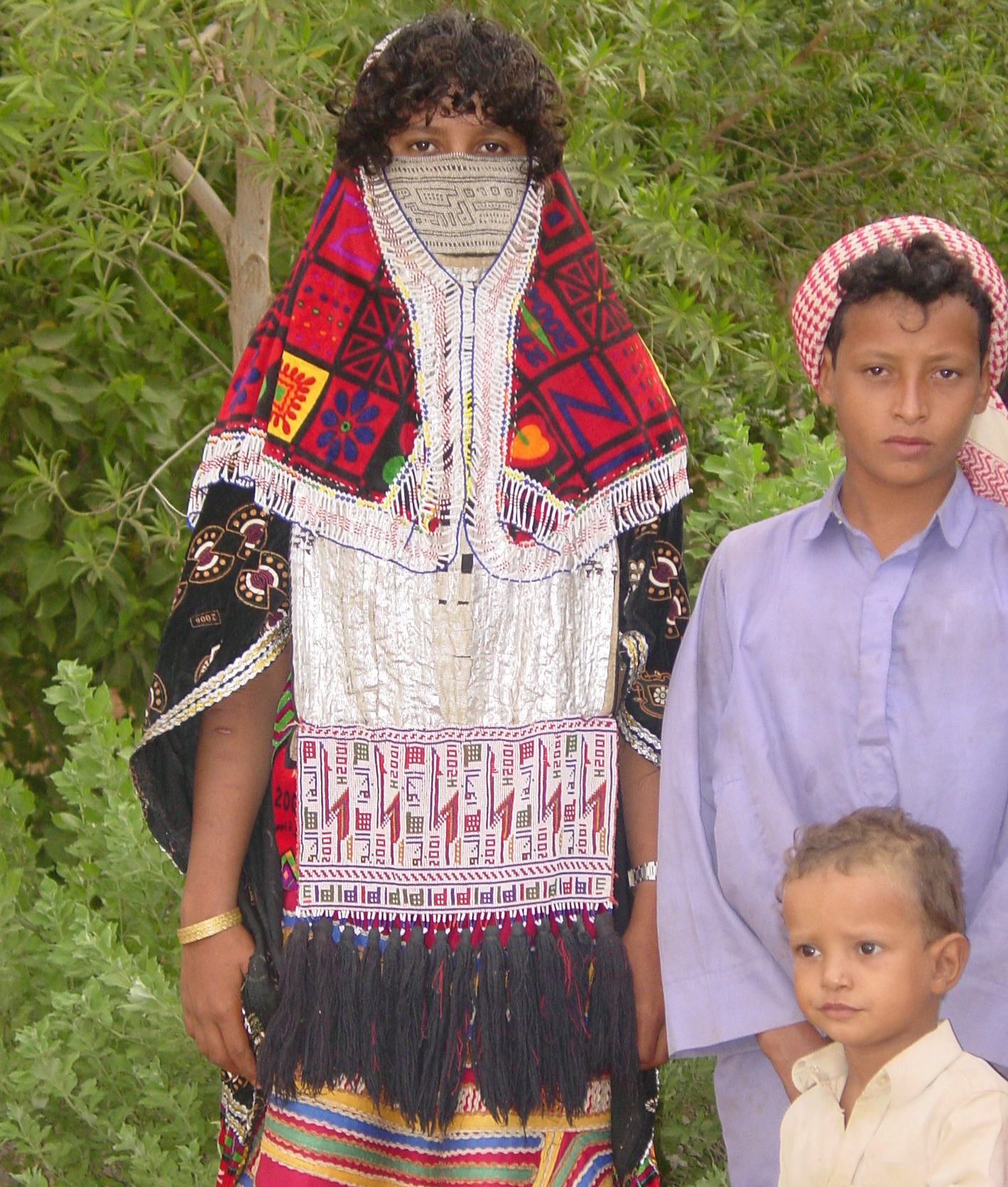
Jeune Rashaida (banu Rashiyd) en Érythrée.
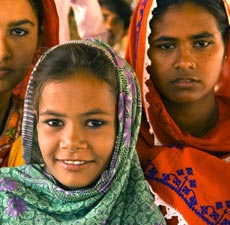
Voile simple de jeunes Pakistanaises.
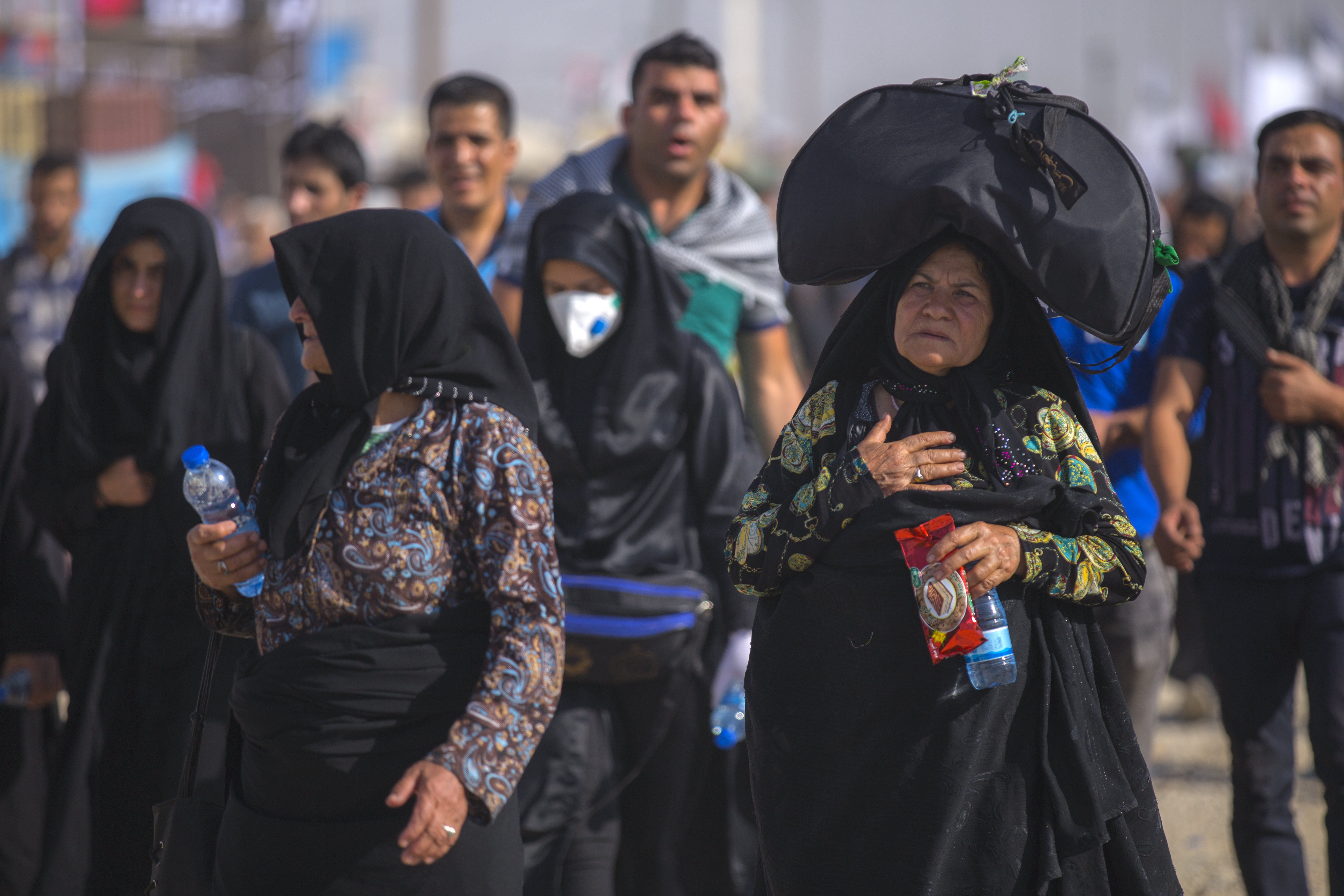
Procession chiite en Iran, 2016.
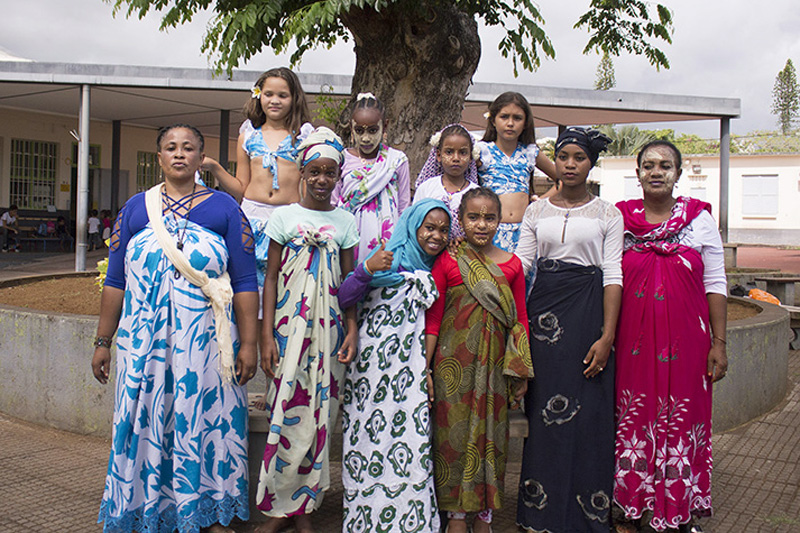
Comoriennes en saluva et « châle » (kichali).
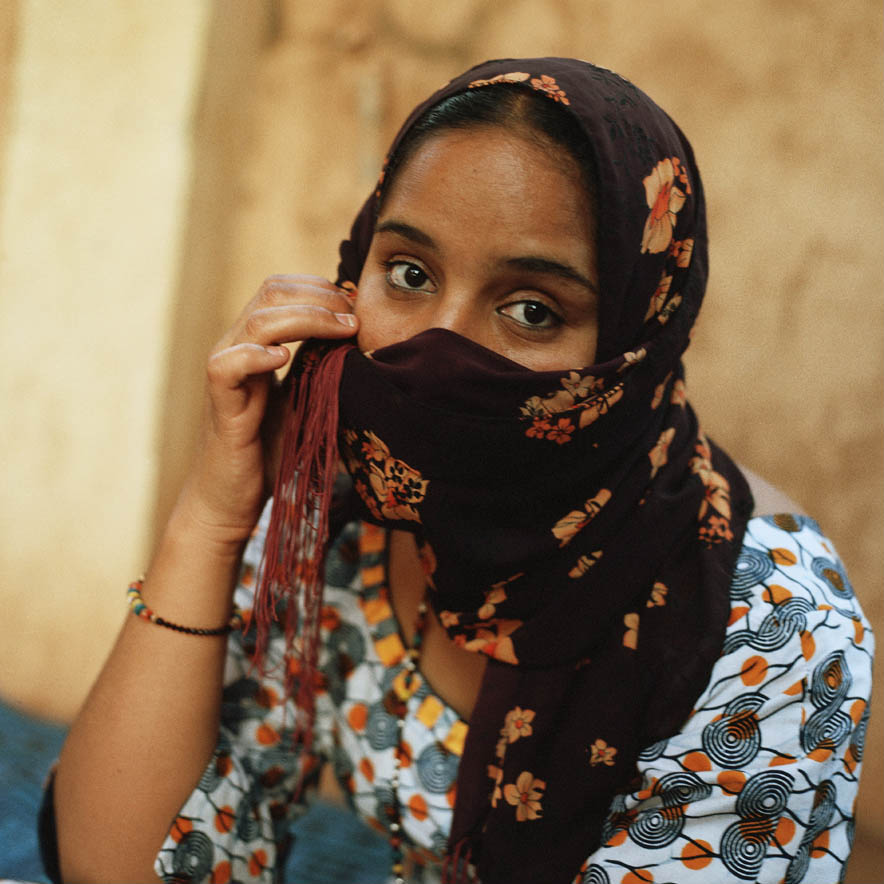
Femme touareg du Mali, 2007.
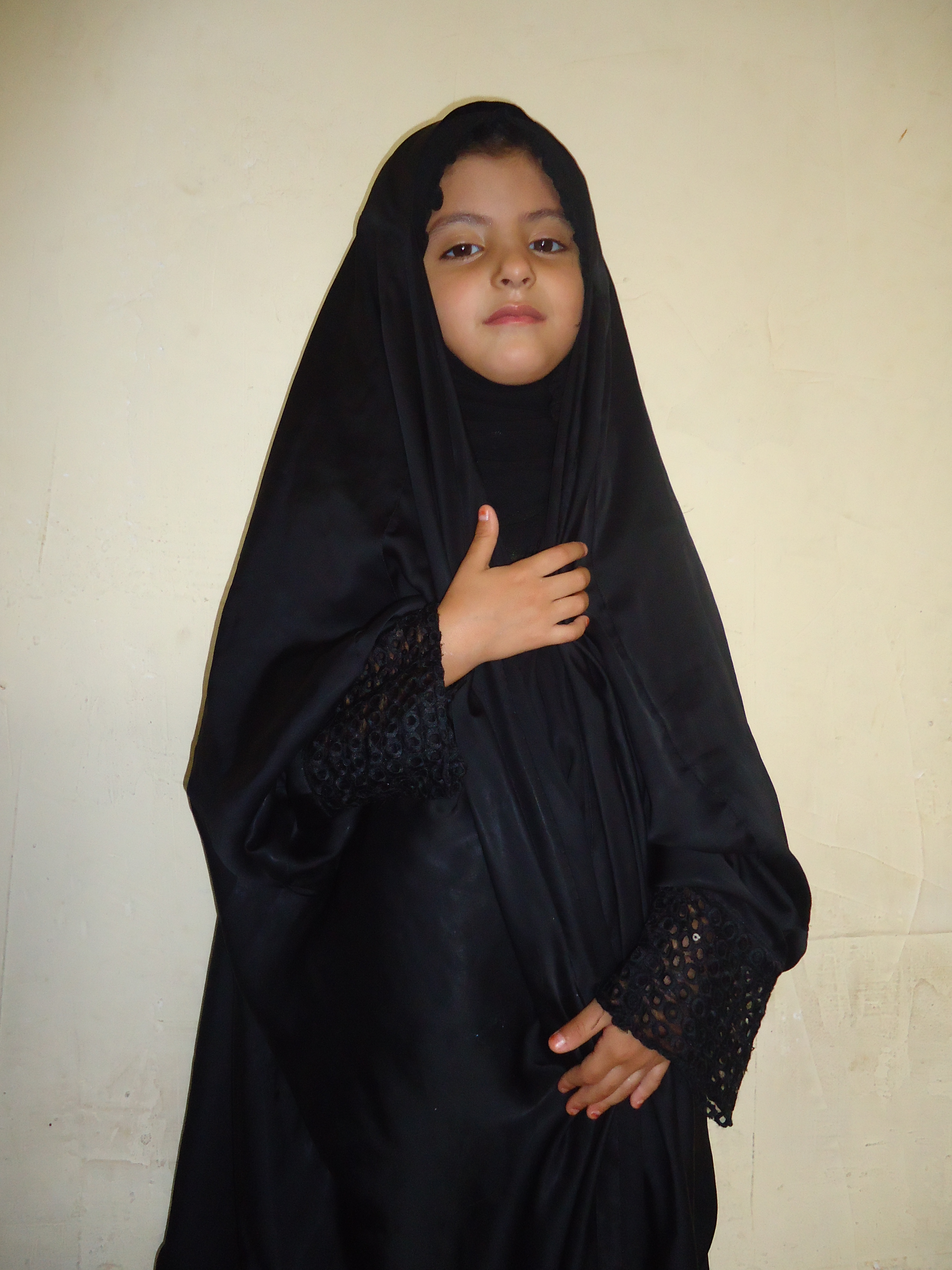
Fillette en abaya.
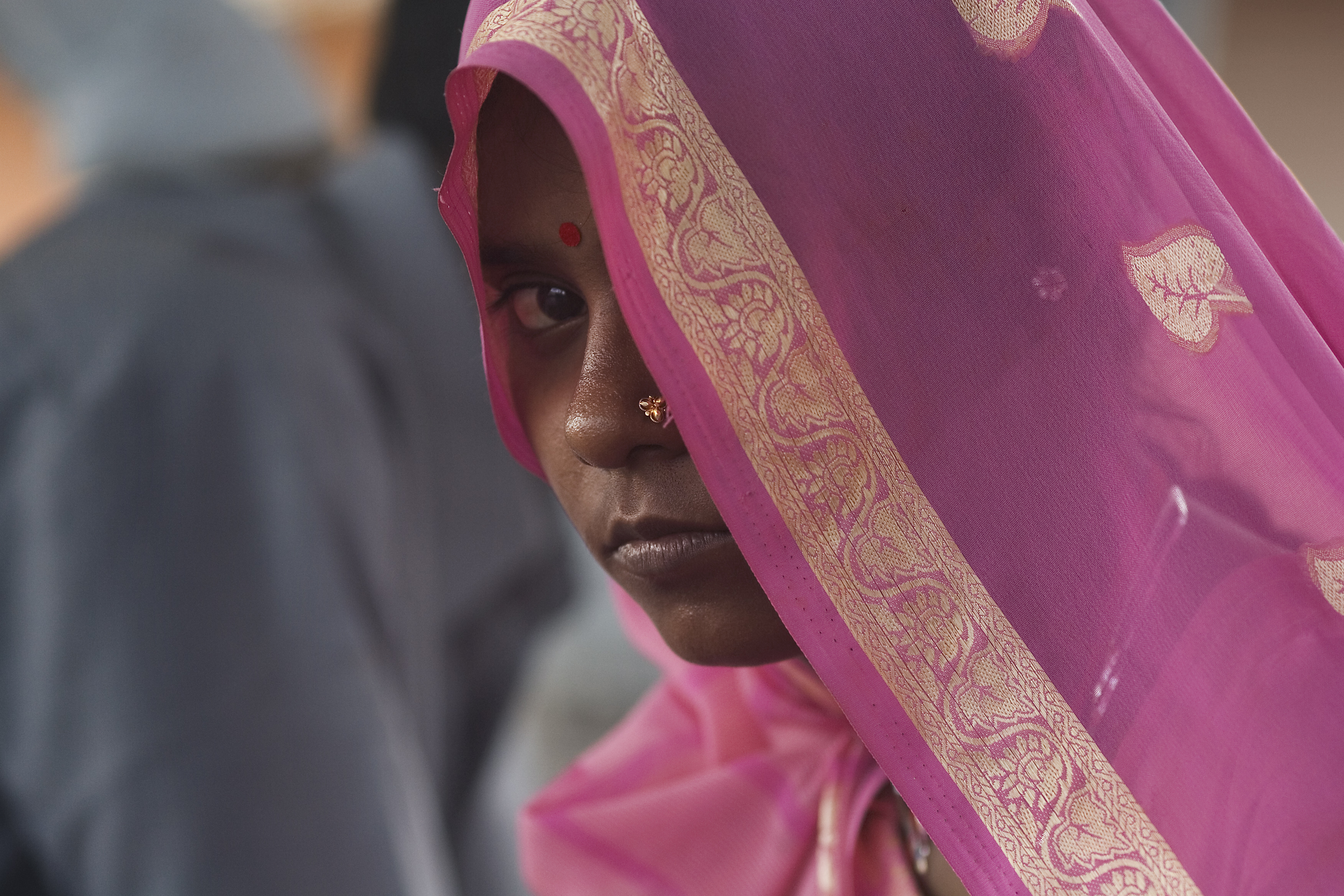
Voile transparent et brodé, New Delhi en Inde, 2005.

## Dans l'art

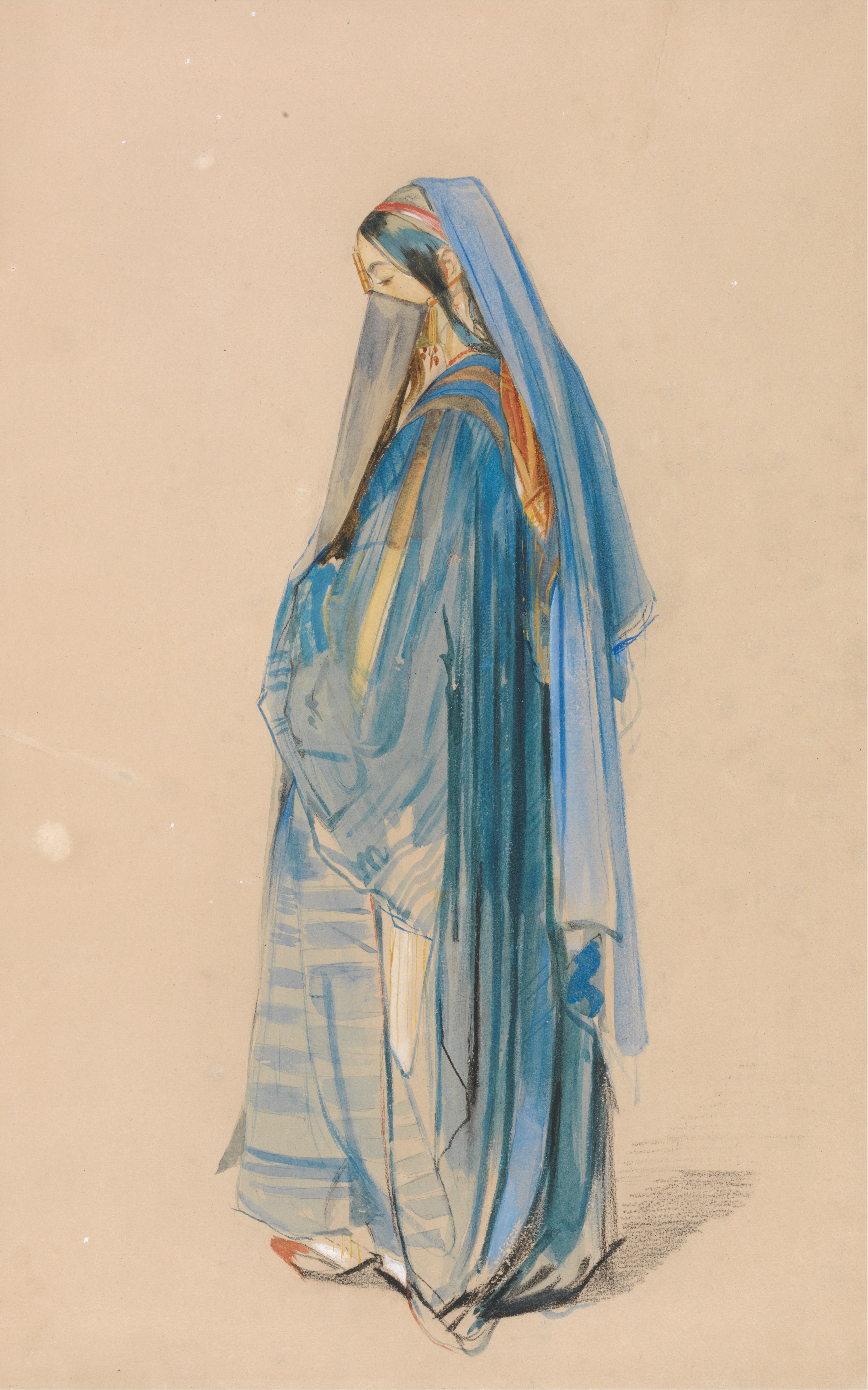
Jeune femme turque, J. F. Lewis, 1841-51.
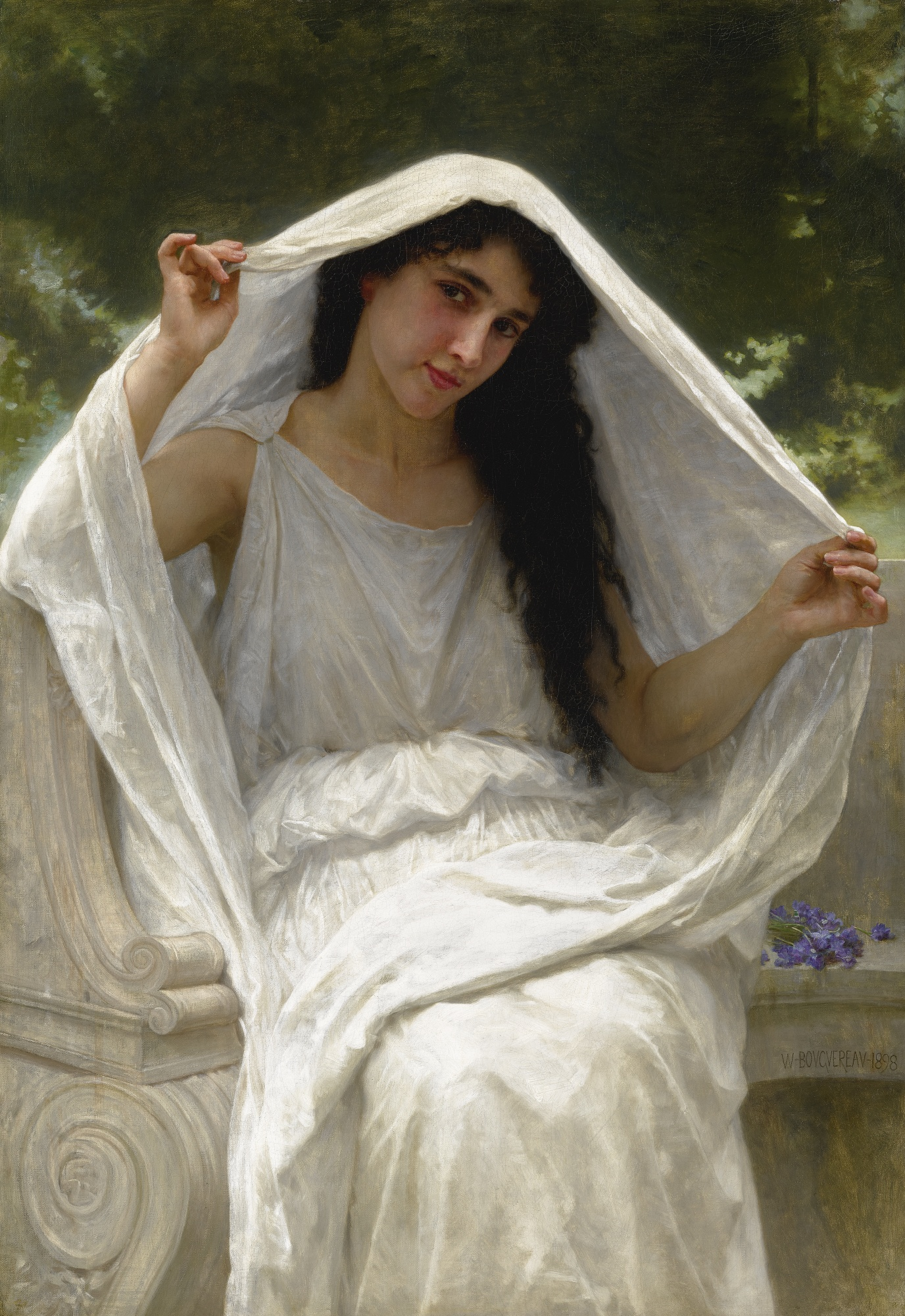
Le Voile, représentation orientaliste par William Bouguereau, 1898.